# (2854) Rawson
(2854) Rawson est un astéroïde de la ceinture principale.

## Description
(2854) Rawson est un astéroïde de la ceinture principale. Il fut découvert le 6 mai 1964 à Cordoba par David McLeish. Il présente une orbite caractérisée par un demi-grand axe de 2,20 UA, une excentricité de 0,12 et une inclinaison de 5,8° par rapport à l'écliptique.

## Compléments